# Nutrient essencial
Un nutrient essencial és un nutrient necessari per a la funció fisiològica normal que no es pot sintetitzar a l'organisme – ni en absolut ni en quantitats suficients – i, per tant, s'ha d'obtenir de la dieta. A part de l'aigua, que és universalment necessària per al manteniment de l'homeòstasi en mamífers, els nutrients essencials són indispensables per a diversos processos metabòlics cel·lulars i per al manteniment i la funció de teixits i òrgans. Els nutrients essencials són diferents per a cada espècie. Els nutrients considerats essencials per a l'ésser humà comprenen nou aminoàcids, dos àcids grassos, tretze vitamines, quinze minerals i colina. A més, hi ha diverses molècules que es consideren nutrients condicionalment essencials, ja que són indispensables en determinats estats de desenvolupament i patològics.
Molts dels nutrients essencials calen només en petites quantitats i el cos és capaç d'emmagatzemar-los i reutilitzar-los. Així, els símptomes de deficiència poden aparèixer al cap de molt temps després que el nutrient hagi d'estar disponible. Alguns nutrients essencials poden ser tòxics en dosis exageradament altes com en el cas de la hipervitaminosi; per exemple una sobredosi de ferro pot produir un excés de radicals lliures que l'organisme no pot afrontar. D'altres se'n poden prendre grans quantitats sense cap perjudici ni benefici.

## Llista d'alguns nutrients essencials
- Àcids grassos essencials:
  - Àcid alfa-linolènic (l'àcid gras omega-3 més curt)
  - Àcid linoleic (l'àcid gras omega-6 més necessari per als humans)
  - Fenilalanina
  - Isoleucina
  - Leucina
  - Lisina
  - Metionina
  - Treonina
  - Triptòfan
  - Valina
- Aminoàcids essencials només pels infants:
  - Arginina
  - Histidina
- Vitamines:
  - Àcid pantotènic
  - Biotina
  - Colina
  - Àcid fòlic
  - Niacina
  - Riboflavina (vitamina B2, vitamina G)
  - Tiamina (vitamina B1)
  - Vitamina A (retinol)
  - Vitamina B6 (piridoxina, piridoxamina, o piridoxal)
  - Vitamina B2 (cobalamina)
  - Vitamina C (àcid ascòrbic)
  - Vitamina D (calciferol)
  - Vitamina E (tocoferol)
  - Vitamina K (naftoquinoides)
- Minerals:
  - Crom (Cr)[7]
  - Sofre (S)
  - Brom (Br)
  - Calci (Ca)
  - Cobalt (Co)
  - Coure (Cu)[8]
  - Fòsfor (P)[9]
  - Germani (Ge)
  - Ferro (Fe)
  - Magnesi (Mg)
  - Manganès (Mn)[10]
  - Molibdè (Mo)
  - Potassi (K)
  - Seleni (Se)[11]
  - Iode (I)
  - Sodi (Na)
  - Vanadi (V)[12]
  - Zinc (Zn)[13]
- Minerals secundaris:
  - Bismut (Bi) (es pensa)
  - Bor (B)
  - Fluor (F) (quantitat desconeguda en humans)
  - Níquel (Ni)[12]
  - Rubidi (Rb) (es creu)
  - Silici (Si)[12]
  - Estronci (Sr) (es creu)
  - Tel·luri (Te) (es creu)
  - Estany (Sn)[12] (pot dependre de la definició essencial - vegeu la referència)
  - Titani (Ti) (sobretot)
  - Wolframi (W) (alguns organismes empren tungstè en lloc de molibdè)